# Compte corrent
El compte corrent, també anomenat dipòsit a la vista, és un contracte de dipòsit de passiu irregular entre una entitat financera i el client o creditor, pel qual la primera s'obliga a custodiar els diners rebuts, es compromet a tenir-los sempre a disposició del client i a admetre ingressos i pagaments, sempre que aquests últims no excedeixin el saldo del compte. Els ingressos que s'efectuen incrementen el saldo i els càrrecs els disminueixen. La disponibilitat del saldo d'un compte d'aquest tipus és immediata.

## Característiques
Les característiques més destacades d'un compte corrent són la disponibilitat immediata de saldo i la possibilitat de presentar descoberts en compte. L'origen del compte corrent bancari és el d'un dipòsit de diners, jurídicament qualificat com a dipòsit irregular, ja que el Banc ostenta la possessió (ús) d'aquest i ha de tornar un altre tant de la mateixa espècie i qualitat.

## Entorn legal
El conjunt de jurisprudència acumulat des de la publicació del Codi de Comerç fins a l'actualitat, així com totes les disposicions oficials que s'han anat promulgant, pressuposen l'existència del compte corrent com quelcom acceptat i perfeccionat per l'ús, sense una prèvia definició legal que el diferenciï o determini. El codi de comerç vigent, de 1885 no defineix el compte corrent bancari, sinó que es limita a anomenar-ho en diversos articles.
Per part de la Llei d'Ordenació Bancària de 31/12/1946, complementària del Codi de Comerç, amplia especialment els preceptes relatius als Bancs oficials i privats, però tampoc dedica gaire importància al compte corrent, fent únicament simples al·lusions.